# Kālāvad
Kālāvad är en ort i Indien.   Den ligger i distriktet Jāmnagar och delstaten Gujarat, i den västra delen av landet, 1 000 km sydväst om huvudstaden New Delhi. Kālāvad ligger 100 meter över havet och antalet invånare är 26 287.
Terrängen runt Kālāvad är platt. Runt Kālāvad är det ganska tätbefolkat, med 104 invånare per kvadratkilometer. Det finns inga andra samhällen i närheten. Trakten runt Kālāvad består till största delen av jordbruksmark.